# Forrageamento

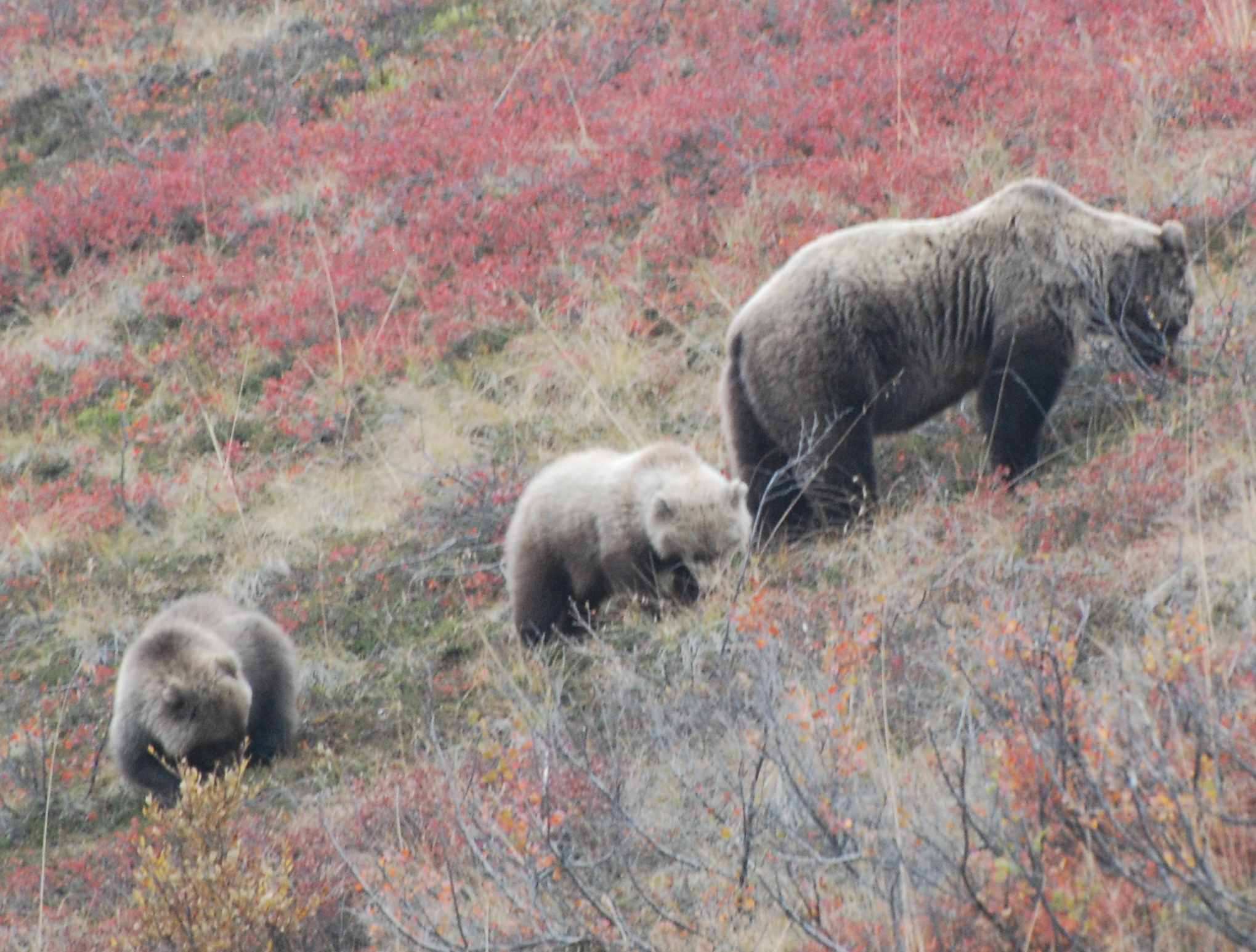
Urso-pardo (Ursus arctos horribilis), mãe e filhotes forrageando no Parque Nacional Denali, Alaska.

Forrageamento é a busca e a exploração de recursos alimentares. É uma habilidade particularmente importante pois afeta a aptidão do animal, influenciando diretamente a sobrevivência e a reprodução do organismo. O forrageamento é estudado pela ecologia comportamental, analisando o comportamento de forrageio dos animais em resposta ao ambiente em que ele vive.
Ecólogos utilizam modelos matemáticos para entender o forrageamento; muito desses modelos utilizam o que seria ótimo em termos de busca e valor nutricional. Nesses modelos, a decisão de escolher determinado item é feita em base no ganho entre o que animal obtém de energia e o que gasta ao buscar tal item alimentar. A Teoria do Forrageio Ótimo (TFO) assume existir uma relação entre sobrevivência e alimentação, de forma que os animais devem forragear buscando o maior aporte de energia pro alimento com o menor custo de energia na busca. Palavras-chave para descrever o forrageamento são:
1. recursos, que são os elementos necessários para reprodução e sobrevivência dos indivíduos e são limitados no meio ambiente;
2. predador, que é qualquer organismo que consome outro;
3. presa, que é o organismo que é consumido.[1]

O ato de forragear envolve decisões importantes para a sobrevivência e garantia da alimentação. O animal precisa decidir quando irá buscar alimento e quais tipos de alimento deve procurar e ingerir, assim como escolher um local e como irá forragear. O tempo de permanência em uma determinada mancha de habitat também é um fator importante, visto que a disponibilidade de recursos e a presença de predador são fatores limitantes. Da mesma forma que os animais precisam fazer escolhas, adaptações morfológicas surgem ao longo da evolução, na maioria das vezes, associadas com as estratégias de forrageio que os animais utilizam ao longo de suas histórias de vida.  

## Contribuições de cientistas para o conhecimento acerca do forrageamento
- Robert MacArthur e Eric Pianka (1966) - Propuseram a Teoria do Forrageamento Ótimo;
- Eric Charnov (1976) - Desenvolveu o Teorema do Valor Marginal, que explica o comportamento de partida de uma mancha de forrageamento;
- Sir John Krebs - Contribuiu com pesquisas em espécies de aves relacionadas a TFO;
- Marla B. Sokolowski - Descobriu o gene responsável pelo comportamento do forrageamento.

## Influências sobre o comportamento de forrageio

### Aprendizado
O comportamento de forragear pode ser adquirido por mudanças adaptativas ou pelo aprendizado social, no qual os animais aprendem observando outros indivíduos. Lefebvre et al. (1997) realizou diversos experimentos relacionados as mudanças adaptativas e como isso afeta esse comportamento. Em um de seus estudos, analisou o tamanho do prosencéfalo de algumas espécies de aves da América do Norte e da Grã-Bretanha, e a sua relação com a inovação no forrageamento. De acordo com Lefebvre, a inovação do forrageamento é definida como a ingestão de um novo tipo de comida ou uso de uma nova técnica de forrageio. Os resultados dessa pesquisa mostraram que ordens de aves com tamanho relativamente maior do prosencéfalo, tinham maiores incidências de inovação no seu forrageio.
Outro estudo realizado por Palemeta & Lefebvre (1985), foi envolvendo pombos (Columbia livia) em que foi analisado a passagem de aprendizado de comportamentos de forrageio de forma cultural entre os indivíduos. Foram separados grupos da espécie, em que um teria que realizar um determinado comportamento de forrageio mais difícil sem ter conhecimento prévio de como é feito, e um segundo grupo que teve possibilidade de observar um indivíduo realizando algo similar ao que deveria ser feito, antes de ser postos para realizar o comportamento. No primeiro grupo, as aves não conseguiram solucionar como realizar a atividade, enquanto no segundo as aves aprenderam a alcançar o alimento. Portanto, foi demonstrado a importância da transmissão cultural na forma de forragear desses animais.

### Presença de predadores e competidores
Como obter alimento envolve colocar-se em risco para a maioria dos animais, as decisões do forrageamento também podem ser influenciadas pela presença de predadores e competidores. Animais com alto risco de serem predados, evitam ir atrás de seu alimento, dando preferência a sua sobrevivência. Já quando há competidores, as espécies tentam otimizar a energia, modificando o tamanho e a quantidade de presas. Thompson & Barnard (1984) utilizaram duas espécies de aves, Vanellus vanellus e Pluvialis apricaria para explicar suas mudanças de comportamento, quando postas na mesma região para realizar seu forrageio.

### Parasitismo
O parasitismo pode afetar o comportamento alimentar dos animais de diversas formas. Em casos de alto risco de serem parasitados, os animais tendem a desistir do alimento, além de evitar os locais em que tiverem maior risco de presença de parasitas. Contudo, alguns animais apresentam uma adaptação evolutiva de sobrevivência em que se automedicam contra parasitas ingerindo determinadas plantas. Não existe um conhecimento exato de como os animais aprendem esse comportamento e sabem que certas plantas tem efeito medicinal, mas sabe-se que aparenta ser uma habilidade inata. Alguns cientistas, para comprovar que os animais utilizam determinadas plantas como um recurso contra parasitas, observaram primatas. O antropologista japonês Toshisada Nishida, em 1960, notou que alguns chimpanzés na Tanzânia comiam uma planta sem valor nutricional para eles. No ano de 1996, o biologista americano Michael Huffman, estudou um chimpanzé com complicações causadas por parasitas mastigando as folhas de uma planta tóxica que seria normalmente evitada por ele. No outro dia, notou que esse animal não apresentava mais problemas relacionados a parasitismo.

## Tipos de forrageio

### Solitário
Os comportamentos de forrageio que envolvem procurar, capturar e consumir a presa sozinhos são considerados forrageio solitário. Etólogos muitas vezes procuram padrões de comportamento que permitam estudar os modelos de estudos. Um exemplo é o Forrageamento de Local Central, que é o comportamento no qual o alimento adquirido é trazido até um ponto central, como um ninho com filhotes. Nesse modelo, a taxa ótima de forrageamento depende do balanço entre o tempo necessário para obter o alimento e do tempo ocupado com a alimentação no local central.
A decisão do local de forrageio depende de como os recursos estão distribuídos no ambiente. De forma geral, ambientes com recursos distribuídos de forma homogênea oferecem mais vantagens do que um ambiente heterogêneo, no entanto também são mais raros e forçam as espécies que residem nessas áreas a estabelecer relações de custo-benefício que as favoreçam.
Já a escolha do alimento envolve decidir qual será a presa, uma vez que é preferível haver um equilíbrio entre o tempo de manuseio e a energia obtida a partir da presa. Em geral, presas grandes possuem mais energias, porém são mais difíceis de serem capturadas e manipuladas do que presas pequenas, por exemplo. Os animais também devem considerar a variação de itens alimentares, assim como a energia e a abundância de cada item alimentar para atender suas necessidades energéticas.

### Em grupo
O forrageamento em grupo, ou forrageio social, pode ser vantajoso por facilitar a troca de informações entre os indivíduos, facilitando a obtenção de alimentos, aumentando a taxa de encontro de manchas de recursos, e garantindo maior proteção contra predadores. Esse tipo de forrageamento pode facilitar, por exemplo, o abate de presas maiores, mas se os recursos estiverem escassos a competição se torna maior.